# Snake Island (Lagos State)
Snake Island ist eine Halbinsel vor der Stadt Lagos, Nigeria. Ein sehr langer und schmaler Küstenstreifen, welcher den westlichen Teil der Hafeneinfahrt bildet. Hier sind naturbelassene Palmwälder neben vereinzelten, mit Hütten ausgebauten Strandabschnitten als Ausflugsziele anzutreffen.